# فيلي سنكلير
فيلي سنكلير (بالإنجليزية: Willie Sinclair)‏ (14 أكتوبر 1934 في المملكة المتحدة - ) هو لاعب كرة قدم بريطاني في مركز جناح. لعب مع نادي أبردين ونادي ترانمير روفرز لكرة القدم ونادي فالكيرك وهدرسفيلد تاون ونادي هاليفاكس تاون ونادي ستيرلينغ ألبيون.